# Serguei Chernetski
Serguéi Chernetski (em russo:  Сергей Чернецкий, transliterado ao inglês Sergey Chernetskiy; n. Sertolovo, 9 de abril de 1990), é um ciclista profissional russo, actualmente corre para a equipa espanhola Caja Rural-Seguros RGA.

## Palmarés
2012
- 1 etapa da Ronde d'Isard
- 1 etapa do Giro do Vale de Aosta

2013
- Tour dos Fiordos, mais 1 etapa

2014
- 2º no Campeonato da Rússia Contrarrelógio

2015
- 1 etapa da Volta à Catalunha

2016
- Campeonato da Rússia Contrarrelógio

2018
- Arctic Race de Noruega

## Resultados nas Grandes Voltas e Campeonatos do Mundo
Durante a sua carreira desportiva tem conseguido os seguintes postos nas Grandes Voltas e nos Campeonatos do Mundo:
| Carreira           | 2012 | 2013 | 2014 | 2015 | 2016 | 2017 | 2018 |
| ------------------ | ---- | ---- | ---- | ---- | ---- | ---- | ---- |
| Giro d'Italia      | -    | -    | -    | 114º | -    | -    | -    |
| Tour de France     | -    | -    | -    | -    | -    | -    | -    |
| Volta a Espanha    | -    | -    | 113º | -    | -    | 94º  | -    |
| Mundial em Estrada | -    | 43º  | 50º  | 95º  | -    | 18º  | 25º  |

-: não participa 

Ab.: abandono

## Equipas
- Itera-Katusha (2012)
- Katusha (2013-2016)
  - Katusha Team (2013)
  - Team Katusha (2014-2016)
- Astana Pro Team (2017-2018)
- Caja Rural-Seguros RGA[2] (2019)